# Cymodusa ancilla
Cymodusa ancilla är en stekelart som först beskrevs av André Seyrig 1927.  Cymodusa ancilla ingår i släktet Cymodusa och familjen brokparasitsteklar. Inga underarter finns listade i Catalogue of Life.